# نفاذ
النفاذ الوطني الموحد (اختصارًا نفاذ) هو مشروع سعودي وطني لتوفير آلية إلكترونية موثقة للدخول الموحد للعديد من المنصات والمواقع الحكومية وغير الحكومية وتوفير معلومات أساسية عن الفرد للجهة المستفيدة.

## نبذة عامة
تتيح خدمة نفاذ للمستخدم استخدام الهوية الرقمية المرتبطة بمنصة أبشر بشكل فوري، وآمن لاسترداد البيانات وتبادلها بين المنصات الخدمية الرقمية بشكل أسرع وفعال.
يحوي المشروع على عدة خدمات تتألف من موقع لتسجيل الدخول الموحد، وتطبيق الهاتف نفاذ، وخدمة نفاذ OTP.
وفي نوفمبر 2022م ذكرت الهيئة السعودية للبيانات والذكاء الاصطناعي "سدايا" أن عمليات التحميل لتطبيق "نفاذ" التابع لها تجاوز أكثر من 7 مليون عملية، وأكثر من 6 مليون عملية تفعيل، وأكثر من 78 مليون عملية قبول للطلبات، وعن توقعها الارتباط مع أكثر من 500 منصة وتطبيق بحلول عام 2024م.

### موقع نفاذ (IAM)
يمكن موقع النفاذ الوطني الموحد (IAM) المستفيد من إدخال بيانات حساب أبشر للوصول إلى خدمات رقمية أخرى تتضمن جهات حكومية، والجامعات، والمستشفيات لتسجيل الدخول عبر الهوية الرقمية الموحدة.

### نفاذ OTP
يساعد نفاذ OTP على التحقق من هوية الأشخاص عبر رمز سري مؤقت يُرسل عن طريق رسالة للرقم المسجل بالهوية الوطنية.

### تطبيق نفاذ
هو تطبيق هاتف محمول يطبق معاير المقاييس الحيوية، عبر التعرف على وجه المستفيد في التطبيق والسماح باستخدام تطبيق نفاذ بدلًا من خدمة نفاذ OTP لإعطاء الصلاحيات للخدمات من ما يزيد المعايير الأمنية ويقلل من مخاطر التصيد الاحتيالي.

## الأهداف
- إيجاد نظام وطني بإدارة مركز المعلومات الوطني لإفادة القطاعات الحكومية والخاصة في الثقة وإدارة الهوية الرقمية.
- إصدار هوية إثبات إلكترونية للأفراد أو المنشآت في نظام الهوية الرقمية.
- إيجاد آلية تحقق وتسجيل آمنة تضمن أن الهوية المصدرة من النظام تخص الشخص المقصود وهو الذي يحق له فقط استخدام الهوية الرقمية.
- استخدام أكثر من عامل في عملية دخول النظام لتحقيق مستوى عالٍ في المصادقة أو التسجيل باستخدام: الهوية الوطنية، أو بصمة الأصابع والوجه والعين، أو رمز سري مؤقت يرسل للهاتف الجوال أو البريد الإلكتروني.[6]

## الخدمات
- التسجيل الذاتي والتوثق من المستخدمين.
- التسجيل و الربط الآلي مع مقدمي الخدمات.[8][9][10]
- الدخول الموحد مع مراعاة مستوى التوثق.
- التصديق على المعاملات الالكترونية والتوقيع الإلكتروني.[6]

## روابط خارجية
- الموقع الرسمي